# 1881 na arte

## Quadros
- As Duas Irmãs (Renoir)
- Le Suicidé (Édouard Manet)
- No Cais do Tejo
- O Almoço dos Barqueiros
- Paisagem - Saint-Sauves
- Rosa e Azul (Renoir)

## Nascimentos
| Data            | Nome                 | Profissão                     | Nacionalidade                              | Observações | Ref |
| --------------- | -------------------- | ----------------------------- | ------------------------------------------ | ----------- | --- |
| 4 de fevereiro  | Fernand Léger        | pintor                        | França                                     | m. 1955     |     |
| 12 de fevereiro | Anna Pavlova         | bailarina                     | Império Russo                              | m. 1931     |     |
| 11 de fevereiro | Carlo Carrà          | pintor do futurismo           | Reino de Itália                            | m. 1966     |     |
| 25 de outubro   | Pablo Picasso        | pintor, escultor e desenhista | Espanha                                    | m. 1973     |     |
| 28 de novembro  | Eduardo Afonso Viana | pintor                        | Reino Unido de Portugal, Brasil e Algarves | m. 1967     |     |
| ??              | Francisco Smith      | pintor                        | Reino Unido de Portugal, Brasil e Algarves | m. 1961     |     |

## Mortes
| Data          | Nome                 | Profissão                                                         | Nacionalidade  | Observações | Ref   |
| ------------- | -------------------- | ----------------------------------------------------------------- | -------------- | ----------- | ----- |
| 16 de janeiro | Victor Frond         | fotógrafo                                                         | Brasil         | n. 1821     |       |
| 10 de abril   | Félix Émile Taunay   | pintor                                                            | França         | n. 1795     |       |
| 24 de maio    | Samuel Palmer        | pintor e escritor                                                 | Reino Unido    | n. 1805     | [ 1 ] |
| ??            | José Rodrigues Nunes | pintor, professor, decorador, restaurador, cenógrafo e encarnador | Brasil Colônia | n. 1800     |       |